# In a Reverie
In a Reverie (engl. für In einer Träumerei) ist das erste Studioalbum der italienischen Alternative-Metal-Band Lacuna Coil. Es erschien am 16. Februar 1999 über Century Media.

## Entstehung und Hintergrund
Nach der im Jahre 1997 veröffentlichten Debüt-EP verließen Raffaele Zagaria, Claudio Leo und Leonardo Forti die Band. Sie wurden durch Cristiano Migliore und Cristiano Mozzate ersetzt. In der neuen Besetzung ging die Band zunächst im Vorprogramm von Moonspell und The Gathering auf Tournee, was sich laut Sängerin Cristina Scabbia positiv auf die Gruppe auswirkte. Das im Sommer 1998 erarbeitete Songmaterial fiel härter und weniger progressiv aus als die Titel der EP.
Die Musik wurde von Marco Coti Zelati und Cristiano Migliore, die Texte von Cristina Scabbia und Andrea Ferro geschrieben. Die Aufnahmen fanden im Oktober und November 1998 im Woodhouse Studio in Hagen statt. Produziert wurde das Album von Waldemar Sorychta, der auch die Musik für das Lied To Myself I Turned geschrieben hat. Falling Again ist eine Neuaufnahme des Liedes Falling von der Debüt-EP.

## Titelliste
| 1. Circle – 3:55 2. Stately Lover – 4:52 3. Honeymoon Suite – 4:31 4. My Wings – 3:45 5. To Myself I Turned – 4:24 | 1. Cold – 4:19 2. Reverie – 6:20 3. Veins of Glass – 5:13 4. Falling Again – 5:07 |

## Rezeption
Robert Müller vom deutschen Magazin Metal Hammer lobte die Band dafür, dass sie es „vermieden haben, Vorbildern allzu offensichtlich nachzueifern“, bemängelte aber „den Hauch von Beliebigkeit“. Müller bewertete das Album mit fünf von sieben Punkten. Für Boris Kaiser vom deutschen Magazin Rock Hard ist In a Reverie der „perfekte Soundtrack für die ersten Sonnenstrahlen“ und fügte hinzu, dass „Gothic Metal[sic!] nie fröhlicher war“. Kaiser vergab 8,5 von zehn Punkten. Steve Huey von Allmusic beschrieb Lacuna Coil als eine härtere Variante von Heart und nannte In a Reverie ein „feines Debüt von einer Band, die man im Auge behalten sollte“.